# Chordeumatida
Los cordeumátidos (Chordeumatida) son un orden de diplópodos o milpiés. Hay más de 1100 especies agrupadas en 49 familias, y con una distribución mundial.

## Taxonomía
Se reconocen los siguientes clados:
- Suborden Chordeumatidea Pocock, 1894 (1 superfamilia)
  - Superfamilia Chordeumatoidea C. L. Koch, 1847 (2 familias)
    - Familia Chordeumatidae C. L. Koch, 1847 (5 géneros, 21 especies)
    - Familia Speophilosomatidae Takakuwa, 1949 (1 género, 6 especies)
- Suborden Craspedosomatidea Cook, 1895 (7 superfamilias)
  - Superfamilia Anthroleucosomatoidea Verhoeff, 1899 (4 familias)
    - Familia Anthroleucosomatidae Verhoeff, 1899 (7 géneros, 15 especies)
    - Familia Haasiidae Hoffman, 1980 (1 género, 11 especies)
    - Familia Origmatogonidae Verhoeff, 1914 (3 géneros, 5 especies)
    - Familia Vandeleumatidae Mauriès, 1970 (3 géneros, 8 especies)

  - Superfamilia Brannerioidea Cook, 1896 (12 familias)
    - Familia Beticosomatidae Mauriès, 2014 (1 género, 1 especie)[2]
    - Familia Brachychaeteumatidae Verhoeff, 1910 (3 géneros, 13 especies)
    - Familia Branneriidae Cook, 1896 (1 género, 2 especies)
    - Familia Chamaesomatidae Verhoeff, 1913 (2 géneros, 8 especies)
    - Familia Golovatchiidae Shear, 1992 (1 género, 1 especie)
    - Familia Heterolatzeliidae Verhoeff, 1899 (2 géneros, 3 especies)
    - Familia Kashmireumatidae Mauriès, 1982 (2 géneros, 6 especies)
    - Familia Macrochaeteumatidae Verhoeff, 1914 (2 géneros, 2 especies)
    - Familia Microlympiidae Shear & Leonard, 2003 (1 género, 1 especie)
    - Familia Niponiosomatidae Verhoeff, 1941 (2 géneros, 3 especies)
    - Familia Tingupidae Loomis, 1966 (3 géneros, 10 especies)
    - Familia Trachygonidae Cook, 1896 (3 géneros, 3 especies)

  - Superfamilia Cleidogonoidea Cook, 1896 (6 familias)
    - Familia Anthogonidae Ribaut, 1913 (7 géneros, 32 especies)[3]
    - Familia Biokoviellidae Mrsic, 1992 (1 género, 2 especies)
    - Familia Cleidogonidae Cook, 1896 (8 géneros, 152 especies)
    - Familia Entomobielziidae Verhoeff, 1899 (1 género, 2 especies)
    - Familia Lusitaniosomatidae Schubart, 1953 (1 género, 1 especie)
    - Familia Opisthocheiridae Ribaut, 1913 (6 géneros, 24 especies)
    - Familia Trichopetalidae Verhoeff, 1914 (6 géneros, 40 especies)

  - Superfamilia Craspedosomatoidea Gray in Jones, 1843 (3 familias)
    - Familia Attemsiidae Verhoeff, 1899 (16 géneros, 24 especies)
    - Familia Craspedosomatidae Gray in Jones, 1843 (37 géneros, 181 especies)
    - Familia Haplobainosomatidae Verhoeff, 1909 (4 géneros, 7 especies)

  - Superfamilia Haaseoidea Attems, 1899 (1 familia)
    - Familia Haaseidae Attems, 1899 (3 géneros, 17 especies)

  - Superfamilia Neoatractosomatoidea Verhoeff, 1901 (5 familias)
    - Familia Altajellidae Mikhaljova & Golovatch, 2001 (2 géneros, 2 especies)
    - Familia Cyrnosomatidae Mauriès, 2003 (1 género, 3 especies)
    - Familia Faginidae Attems, 1926 (1 género, 1 especie)
    - Familia Hoffmaneumatidae Golovatch, 1978 (2 géneros, 2 especies)
    - Familia Mastigophorophyllidae Verhoeff, 1899 (9 géneros, 35 especies)
    - Familia Neoactractosomatidae Verhoeff, 1901 (9 géneros, 12 especies)

  - Superfamilia Verhoeffioidea Verhoeff, 1899 (1 familia)
    - Familia Verhoeffiidae Verhoeff, 1899 (1 género, 4 especies)
- Suborden Heterochordeumatidea Shear, 2000 (4 superfamilias)
  - Superfamilia Conotyloidea Cook, 1896 (2 familias)
    - Familia Adritylidae Shear, 1971 (1 género, 3 especies)
    - Familia Conotylidae Cook, 1896 (16 géneros, 65 especies)

  - Superfamilia Diplomaragnoidea Attems, 1907 (1 familia)
    - Familia Diplomaragnidae Attems, 1907 (6 géneros, 45 especies)

  - Superfamilia Heterochordeumatoidea Pocock, 1894 (5 familias)
    - Familia Eudigonidae Verhoeff, 1914 (2 géneros, 4 especies)
    - Familia Heterochordeumatidae Pocock, 1894 (2 géneros, 5 especies)
    - Familia Megalotylidae Golovatch, 1978 (2 géneros, 8 especies)
    - Familia Metopidiotrichidae Attems, 1907 (7 géneros, 60 especies)
    - Familia Peterjohnsiidae Mauriès, 1987 (1 género, 2 especies)

  - Superfamilia Pygmaeosomatoidea Carl, 1941 (2 familias)
    - Familia Lankasomatidae Mauriès, 1978 (2 géneros, 16 especies)
    - Familia Pygmaeosomatidae Carl, 1941 (1 género, 2 especies)
- Suborden Striariidea Cook, 1896 (2 superfamilias)
  - Superfamilia Caseyoidea Verhoeff, 1909 (2 familias)
    - Familia Caseyidae Verhoeff, 1909 (7 géneros, 45 especies)
    - Familia Urochordeumatidae Silvestri, 1909 (1 género, 1 especie)

  - Superfamilia Striarioidea Bollman, 1893 (3 familias)
    - Familia Apterouridae Loomis, 1966 (1 género, 2 especies)
    - Familia Buotidae Shear, 2009 (1 género, 1 especie)
    - Familia Rhiscosomididae Silvestri, 1909 (1 género, 8 especies)
    - Familia Striariidae Bollman, 1893 (4 géneros, 12 especies)